# Trakasserier
Trakasserier omfattar ett brett spektrum av beteenden av en stötande karaktär. Beteendet förstås främst som en avsikt att uppröra och störa, och är repetitivt till sin karaktär. Från lagen sett är trakasserier uppsåtliga handlingar som anses hotfulla eller störande.
En kategori av trakasserier är sexuella trakasserier som avser upprepade och oönskade sexuella närmanden, till exempel på en arbetsplats, där följden av ett avvisande kan få stora konsekvenser för offret.